# Skins Game
Skins Game – sposób punktacji w golfie, curlingu i kręglach.

## Curling
Skins game polegają na wygrywaniu endów nie biorąc pod uwagę ilości kamieni. By wygrać end drużyna posiadająca przywilej ostatniego kamienia musi wygrać partię przynajmniej dwoma kamieniami. Zespół bez hammera by wygrać musi przejąć partię przynajmniej za jeden kamień. Remis występuje w przypadku pustego domu lub zdobycia tylko jednego kamienia przez drużynę wykonującą ostatnie zagranie. W tym przypadku zespół nie zatrzymuje przywileju ostatniego zagrania w następnej partii gry.
W tym typie gry za wygranie każdego endu przyznawane są punkty, bądź zależnie od turnieju nagroda pieniężna. Pula zwiększa się wraz z trwaniem spotkania (np. 4-4-6-6-7-9-11-13 pkt.), przy zremisowaniu partii punkty lub pieniądze przechodzą do puli następnego enda. W meczach, w których stawką są pieniądze przyznaje się również nagrody za wygranie całego spotkania, czyli zdobycia większej sumy pieniędzy.
Najbardziej znanym turniejem na którym rozgrywa się mecze sposobem skins game, jest Continental Cup of Curling. Podczas turnieju rozgrywa się 3 sesje tych gier i to one są najważniejszym punktem programu. Rozgrywany jest także mały turniej TSN Skins Game, do którego organizatorzy zapraszają najlepsze światowe drużyny. Pojedyncze mecze rozgrywane są także sporadycznie jako dodatek do zawodów w cyklu World Curling Tour. Pomysłodawcą wprowadzenia skins game do curlingu był Doug Maxwell. 